# Campionato mondiale cadetti di scherma 2012
Il Campionato mondiale cadetti di scherma del 2012 ("2012 World Cadets Fencing Championships") è stato organizzato dalla Federazione internazionale della scherma e si è svolto a Mosca in Russia dal 31 marzo al 8 aprile.
Nel fioretto, si sono aggiudicati i titoli del campionato mondiale il nipponico Kyosuke Matsuyama, che ha battuto in finale l'italiano Francesco Ingargiola, e la russa Kristina Samsonova che ha avuto la meglio sulla statunitense Sara Taffel.
Nella spada l'israeliano Yuval Shalom Freilich ha battuto in finale il polacco Sebastian Majgier, ottenendo il titolo mondiale cadetti maschile, mentre tra le donne l'israeliana Daria Strelnikov ha superato la cinese Yixuan Xiang.
Nella sciabola il coreano Jaeseung Jung prevale sullo statunitense Andrea Mackiewicz, mentre la russa Anastasija Naumova ha battuto la magiara Anna Márton.

## Podi

### Uomini
| Specialità  | Oro                   | Argento              | Bronzo                         |
| Individuali |                       |                      |                                |
| Fioretto    | Kyosuke Matsuyama     | Francesco Ingargiola | András Németh Masamichi Sakata |
| Spada       | Yuval Shalom Freilich | Sebastian Majgier    | Alexander Eldeib Balázs Hamar  |
| Sciabola    | Jaeseung Jung         | Andrea Mackiewicz    | Dmitrij Danilenko Domenik Koch |

### Donne
| Specialità  | Oro                | Argento      | Bronzo                              |
| Individuali |                    |              |                                     |
| Fioretto    | Kristina Samsonova | Sara Taffel  | Erica Cipressa Chaeyeong Ko         |
| Spada       | Daria Strelnikov   | Yixuan Xiang | Jessie Gottesman Radanovich Xue Qin |
| Sciabola    | Anastasija Naumova | Anna Márton  | Skyla Powers Francesca Russo        |

## Medagliere
| Pos.   | Nazione       | Oro | Argento | Bronzo | Totale |
| ------ | ------------- | --- | ------- | ------ | ------ |
| 1      | Russia        | 2   | 0       | 1      | 3      |
| 2      | Israele       | 2   | 0       | 0      | 2      |
| 3      | Giappone      | 1   | 0       | 1      | 2      |
| 3      | Corea del Sud | 1   | 0       | 1      | 2      |
| 5      | Stati Uniti   | 0   | 2       | 4      | 6      |
| 6      | Ungheria      | 0   | 1       | 2      | 3      |
| 7      | Italia        | 0   | 1       | 1      | 2      |
| 7      | Cina          | 0   | 1       | 1      | 2      |
| 8      | Polonia       | 0   | 1       | 0      | 1      |
| 9      | Germania      | 0   | 0       | 1      | 1      |
| Totale | Totale        | 6   | 6       | 12     | 24     |